# Contigo en la distancia
«Contigo en la distancia» es un bolero escrito e interpretado por César Portillo de la Luz
Con el tiempo, se convertiría en uno de los boleros más aclamados de la música cubana, habiendo sido interpretado por infinidad de cantantes como José José, Luis Miguel, Caetano Veloso, Christina Aguilera o Plácido Domingo, entre otros.

## Trasfondo y composición
«Contigo en la distancia» fue escrita por el guitarrista cubano César Portillo de la Luz. Nacido en La Habana, Cuba, hijo de un enrollador de puros, Portillo aprendió por sí mismo a tocar la guitarra. Al principio pintaba casas para ganarse la vida, escuchando jazz mientras trabajaba. A través del músico trovador Angel Díaz, Portillo de la Luz conoció el filin (una forma de música de bolero influenciada por el género del jazz) cuando actuaba en casa de un amigo. Díaz invitó a Portillo de la Luz a actuar con el resto de los filinistas en el Callejón de Hemmel. En 1946 debutó como guitarrista profesional en la radio, en la cual siguió con una aparición semanal en Radio Mil Diez, lo que aumentó su popularidad. «Contigo en la distancia», grabado ese mismo año, fue lanzado cuando el filin ganaba popularidad en Cuba. La grabación que Portillo de la Luz hizo de la canción se incluyó en un álbum recopilatorio titulado Un momento con Portillo de la Luz.

## Intérpretes

### Luis Miguel
«Contigo en la distancia» es una versión del cantante mexicano Luis Miguel para su álbum Romance de 1991. También incluido en la versión del DVD del álbum Mis boleros favoritos de 2002, como así también una versión en vivo en el álbum América & en vivo del año 1992.
César Portillo en una entrevista argumentó que le encantaba la idea de pensar que un grande como Luis Miguel y Plácido Domingo cantara su bolero «Contigo en la distancia».

### Christina Aguilera
«Contigo en la distancia» es una versión de Christina Aguilera para su primer álbum en español titulado Mi reflejo. Durante el 2000 mientras Aguilera preparaba su álbum en español, escuchó a Rudy Pérez —productor de la mayoría de las canciones de Mi reflejo— tocando la canción, a lo que Aguilera le dijo que quería la canción para su álbum ya que se había sentido identificada. Actualmente esta versión de Christina Aguilera es una de los más famosos covers de dicho bolero.
Aguilera interpretó la canción en varios programas estadounidenses, además de interpretarlo en su gira mundial Stripped World Tour junto a «Falsas esperanzas» y en los premios Latin Grammys junto a «Genio Atrapado».

### Il Divo
Il Divo, el cuarteto vocal de cantantes masculinos compuesto por el tenor suizo Urs Bühler, el barítono español Carlos Marín, el tenor estadounidense David Miller y el cantante pop francés Sébastien Izambard, junto con el productor colombiano ganador de múltiples premios Grammy Latinos Julio Reyes Copello, grabaron la canción para su álbum Amor & pasión en 2015.

### Otras versiones

#### José José
«Contigo en la distancia» es una versión del cantante mexicano José José para su álbum Hasta que vuelvas publicado en 1973 por el sello RCA Victor.

#### María Dolores Pradera
«Contigo en la distancia» es una versión de la cantante María Dolores Pradera para su álbum titulado Te canto un bolero publicado en 2008 en colaboración con Los Sabandeños. Posteriormente se vuelve a grabar en 2013 para el disco Gracias a vosotros a dúo con Sole Giménez.

#### Plácido Domingo
«Contigo en la distancia» es una versión del tenor español Plácido Domingo para su álbum titulado Pasión publicado el 29 de enero de 2013 producido por David Foster.

### Otros intérpretes
Sólo muestra algunas de las interpretaciones más destacadas
- Machito and his Afro-Cuban Orchestra - 1952
- Lucho Gatica con Los Peregrinos - 1952
- Los Tres Ases - 1955
- Olga Guillot - 1957
- Cheo Feliciano - 1971
- Dyango - 1977
- Mina - 1981
- Caetano Veloso - 1994
- Pedro Guerra - 2010
- Eugenia León - 2011